# Ceratoglanis
Ceratoglanis — рід риб з родини Сомові ряду сомоподібних. Має 2 види.

## Опис
Загальна довжина представників цього роду коливається від 28 до 44 см. Голова невелика. Морда піднята догори, верхня щелепа гакоподібна. Вусики на верхній щелепі короткі. Очі маленькі. Тулуб подовжений, звужується до хвоста. Спинний плавець відсутній. Грудні та черевні плавці маленькі. Черевні плавці мають до 8 променів. Анальний плавець невисокий, довгий, тягнеться до хвостового плавця. Хвостовий плавець сильно роздвоєно.
Забарвлення світло-сріблясте.

## Спосіб життя
Є пелагічними видами. Воліє до великих річок з помірним перебігом та іноді зі швидкою течією. Полює переважно біля дна. Живиться рибою і великими водними безхребетними.

## Розповсюдження
Поширені в басейні Меконг, на островах Суматрі і Калімантан.

## Види
- Ceratoglanis pachynema
- Ceratoglanis scleronema